# George Weymouth

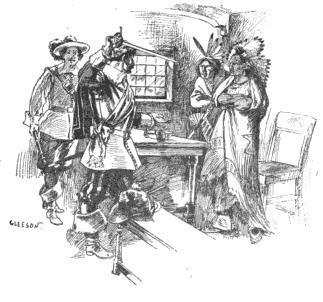

George Weymouth († nach 1607) war ein englischer Entdecker.

## Leben
Das Geburtsjahr des aus Cockington (Devon) stammenden Weymouth (auch Waymouth) ist nicht überliefert. Erstmals trat er 1601 in einem Brief an die Britische Ostindien-Kompanie in Erscheinung, in dem er vorschlug, einen Seeweg nach Indien in westlicher Richtung (Nordwestpassage) zu suchen. Die damals östliche Route um das Kap der Guten Hoffnung war zum einen sehr lang, zum anderen wurden die Handelsschiffe häufig von portugiesischen Schiffen überfallen. Die Ostindische Kompanie willigte daher ein. Für die Entdeckung der Nordwestpassage sollte er 500 Pfund erhalten, bei einem Scheitern sollte er leer ausgehen. Es wurde vereinbart, dass die Expedition mindestens ein Jahr lang nach der Passage suchen sollte.

### Arktisexpedition
Am 2. Mai 1602 stach Weymouth mit den Schiffen Discovery (70 Tonnen) und Godspeed (60 Tonnen) sowie 35 Mann Besatzung von London aus in See. An Bord waren Vorräte für 18 Monate. Weymouth führte zudem einen Brief von Elisabeth I. an den Kaiser von China mit, der in englischer, lateinischer, spanischer und italienischer Sprache abgefasst war.
Am 18. Juni wurde vor der Südküste Grönlands der erste Eisberg gesichtet. Am 28. Juni ging man bei 62° 30′ N auf der Baffininsel an Land. Weymouth fand zwei der von Davis berichteten vier möglichen Eingänge zur Nordwestpassage wieder: die Frobisher-Bucht und die Hudsonstraße. Dichter Nebel und Eis machten jedoch eine weitere Erkundung unmöglich, so dass Weymouth die Segel in Richtung Norden setzen ließ. Auf 63° 53′ N sichtete er am 8. Juli erneut die Baffininsel, konnte diesmal jedoch aufgrund dichten Packeises nicht bis zur Küste vorstoßen. Daraufhin beschloss Weymouth, weiter im Norden nach der Nordwestpassage zu suchen, was jedoch größten Unmut in seiner Crew, darunter der Geistliche John Cartwright, hervorrief. Die Mannschaft war der Meinung, dass man nicht auf eine Überwinterung vorbereitet sei, und stattdessen genauso gut nach England zurückkehren könne, um im nächsten Frühling wieder aufzubrechen. Am 19. Juli nördlich von 58° 35′ wurde Weymouth im Schlaf in seiner Kajüte eingesperrt, die Meuterer ließen die Schiffe abdrehen und in Richtung Süden segeln. Am nächsten Tag wurde die Vereinbarung mit Weymouth getroffen, ihm das Kommando wieder zu übertragen, wenn er keinen Kurs Richtung Norden setzen ließe. Am 24. Juli befanden sich die Schiffe auf 61° 40′ N, und Weymouth erkundete die Hudsonstraße, in die er aufgrund günstiger Bedingungen etwa 400 Meilen tief hineinsegeln konnte, und sie im Folgenden für den Eingang zur Nordwestpassage betrachtete. Anschließend segelte er an der Küste der Labrador-Halbinsel entlang bis auf 55° N und erkundete auf 56° eine weitere schmale Bucht. Am 20. August befahl er schließlich die Rückfahrt. Die Schiffe liefen am 5. September in Dartmouth ein.
Am 24. November musste er sich vor einem Gericht der Ostindischen Kompanie verteidigen, da die Expedition bereits nach wenigen Monaten zurückgekehrt war. Er und auch der Kapitän der Godspeed, John Drew, beschuldigten den Pastor Cartwright, die Meuterei angeführt zu haben, was dieser bestritt.
Die Ostindische Kompanie befand jedoch den Bericht Weymouth, in der Hudsonstraße den Eingang zur Nordwestpassage gefunden zu haben, vielversprechend. Über mehrere Monate wurden Pläne zu einer weiteren Expedition im folgenden Jahr unter Weymouth geschmiedet, aus unbekannten Gründen fand diese jedoch nie statt. Stattdessen führte John Knight 1606 eine Expedition vor die Labradorküste.

### Expedition vor Massachusetts und Maine
Nach seiner Rückkehr verfasste er The Jewell of Artes, eine König Jakob I. gewidmete Schrift, die die Themen Navigation, Schiff- und Festungsbau behandelt.
1605 wurde er als Leiter einer von Ferdinando Gorges, Henry Wriothesley und Thomas Arundell finanzierten Expedition eingesetzt, die die von Bartholomew Gosnold erkundeten Gebiete an der Massachusetts Bay näher erforschen sollte.
Nachdem das Schiff Archangel mit einer Besatzung von 29 Mann am 5. März 1605 den Hafen von London verlassen hatte, erreichte es am 6. Mai 1605 Nantucket, von wo aus das Gebiet der Massachusetts Bay angelaufen werden sollte. Doch wurde diese Expedition nach Norden abgetrieben, so dass man am 16. Mai 1605 auf Monhegan Island vor der Küste Maines an Land ging. Somit beschränkte sich die Expedition auf die Erforschung und Kartierung der Küste Maines zwischen Penobscot Bay und der Mündung des Kennebec River. Nachdem man mit den Ureinwohnern verschiedene Handelswaren gegen Pelze getauscht hatte, nahm man 5 Ureinwohner gefangen und kehrte am 18. Juli 1605 nach England zurück.
Am 27. Oktober 1607 wurde ihm vom englischen König eine Pension von 3 Shilling und 3 Pence zugesprochen.
Weymouth Inlet, eine Nebenbucht der Ungava Bay an der Einfahrt zur Hudsonstraße, ist nach George Weymouth benannt.